# Força nuclear
Na física nuclear, força nuclear é a força que ocorre entre núcleons (prótons e nêutrons) do núcleo atômico. Esta interação é responsável pela coesão entre as diferentes partículas que os compõem. Os nêutrons não possuem carga elétrica, enquanto os prótons possuem carga positiva. A interação nuclear forte supera a repulsão mútua entre prótons, carregados positivamente, evitando sua dispersão. Normalmente se representa a quantidade de núcleons por A; a quantidade de prótons por Z e a quantidade de nêutrons por N, assim: A = Z + N.
Acredita-se que a interação forte seja um vestígio de uma outra força forte básica chamada de força forte. Esta une os quarks em grupos de três, constituindo assim nêutrons e os prótons. De qualquer forma a interação nuclear forte tem magnitude tão grande que supera o efeito contrário da interação ou força eletromagnética, chamada também de força coulombiana, de caráter repulsivo, entre os prótons. Seu alcance é na ordem de 10−15 m, isto é, se restringe apenas ao núcleo atômico, e é independente da carga elétrica atuando igualmente entre os prótons, neutrons ou entre prótons e nêutrons.
Devido ao fato da interação forte unir os núcleons com tanto poder de atração, durante a reação de fissão nuclear, quando núcleos pesados são desfeitos, ocorre a liberação de energia, e no processo de fusão nuclear quando núcleos leves são fundidos, há a também liberação de energia, e esta é que alimenta as reações nucleares no interior das estrelas.

## Propriedades
A estabilidade dos
núcleos e a libertação de energia dado que o núcleo é formado a partir nucleões são indicações de que até uma certa distância entre os nucleões, forças nucleares são aquelas de atração. Forças nucleares não podem ser forças eletrostáticas ordinárias, pois que deste modo um núcleo estável composto de protão e neutrão deveria ser inconcebível. No entanto, tal núcleo existe como o neutrão, o núcleo do hidrogénio pesado ou deutério, {\displaystyle _{1}D^{2}} . O deutério é um sistema estável com uma energia de ligação de 2,2 MeV.
O núcleo ocupa um elemento finito do espaço, e dentro desse elemento os nucleões devem estar separados por distâncias finitas. Obviamente a uma certa distância, a força atractiva dá lugar a força repulsiva. A distância na qual esta transição ocorre é expressa em termos de fermis (fm). O Fermí é definido como sendo
1 fm =  10−15 m
O Fermi não é diferente da unidade do primeiro raio de Bohr no átomo de hidrogénio usada na medição das distâncias na Física Atómica. Observações e a teoria revelaram algumas outras propriedades das forças nucleares.  

### Propriedades das forças nucleares
- 1. Forças nucleares são de curto alcance: forças nucleares foram descobertas como forças de curto alcance, alcance muito curto, essencialmente sem efeito para além das dimensões nucleares. A distância de 2.2 fm é conhecida como o alcance das forças nucleares.

- 2. Forças nucleares são independentes da carga eléctrica. Isto é, interações entre dois nucleões são independentes do facto de um ou ambos nucleões possuírem carga eléctrica. Em outras palavras, interações neutrão – neutrão, neutrão – protão, e protão – protão quase possuem caracteres idênticos. Assim, no que diz  respeito especificamente as interações nucleares, protões e neutrões são  partículas idênticas. A independência das forças nucleares da carga elétrica foi estabelecida a partir dos experimentos do espalhamento de protões por neutrões e espalhamento de neutrões por protões.

- 3. Forças nucleares não centrais, ou forças tensores, isto é, aquelas forças cuja direção depende em parte da orientação do spin do núcleo, que pode ser paralela ou anti-paralela. Isto foi claramente mostrado por experimentos sobre o espalhamento de neutrões pelas moléculas de para-hidrogénio e orto-hidrogénio. A molécula de para-hidrogénio difere da molécula de orto-hidrogénio pelo facto de no primeiro os spin dos protões se orientam de forma anti- paralela e no último os spin dos protões se orientam de forma paralela. Se a interação entre nucleões fosse independente da orientação do spin, neutrões poderiam ser espalhados de forma idêntica tanto por para-hidrogénio como por orto-hidrogénio. As observações testemunharam o contrário, isto é, forças nucleares são dependentes da orientação de spin.

- 4. Forças nucleares são saturáveis: isto é um nucleão pode atrair somente alguns dos seus vizinhos mais próximos.

## Teoria de Yukawa de Forças Nucleares
Na ligação covalente, moléculas são mantidas juntas por partilharem (trocarem) electrões. 
Em 1936, Hideki Yukawa propôs um mecanismo semelhante para explicar forças nucleares.
De acordo com a teoria de Yukawa (também conhecida como teoria do mesão) todos os nucleões consistem de partes centrais idênticas circundados por uma nuvem de um ou mais mesões e cada nucleão emitindo continuamente e absorvendo piões, isto é, a força entre nucleões é explicada como sendo a troca de partículas elementares pelos nucleões por um dos seguintes processos:
{\displaystyle {\begin{aligned}p\;{\ddot {A}}\quad p+\pi ^{0}\\n\;{\ddot {A}}\quad n+\pi ^{0}\\p\;{\ddot {A}}\quad n+\pi ^{+}\\p\;{\ddot {A}}\quad p+\pi ^{-}\end{aligned}}}
Estas equações violam a lei de conservação de energia. Um protão de equivalência de massa de 938 MeV torna-se num neutrão com 939,55 MeV e injecta um pião com 139, 58 Mev. Esta violação da lei de conservação de energia pode acontecer somente se esta violação existir por um curto espaço de tempo que não pode ser medido ou observado pelo princípio de incerteza de Heisenberg: {\displaystyle \Delta E.\Delta t\geq h}.
Assim a violação pode existir somente se:
{\displaystyle \Delta E.\Delta t\leq h\Rightarrow \Delta t\leq {\frac {h}{m_{\pi }c^{2}}}}
Durante este tempo, mesmo se os piões se movem à velocidade da luz, a distância que pode percorrer é 
{\displaystyle \Delta r=c.\Delta t}
O alcance da força nuclear, isto é, a distância na qual a troca de piões pelos nucleões ocorre.
{\displaystyle \Rightarrow \;\Delta t={\frac {1.5\times 10^{-15}}{3\times 10^{8}}}\approx 0.3\times 10^{-8}sec}
{\displaystyle \Rightarrow \;\Delta E={\frac {h}{\Delta t}}=3.5152\times 10^{-11}J=145.57\;MeV}
Este valor é próximo do valor da massa do pião medido. Portanto a teoria de Yukawa (a teoria do mésão) satisfaz as duas características importantes das forças nucleares:
1. A força nuclear é a mesma entre quaisquer dois nucleões, isto é, entre p – p, p – n, e n – n as forças são as mesmas. Isto é satisfeito pela teoria de mesão dado que existem três tipos de mesões com a mesma massa. 
2. A troca do mésão – π (uma partícula com massa em repouso diferente de zero) pelos nucleões satisfaz a natureza de curto alcance das forças nucleares. Como o raciocínio exposto acima, a violação da conservação de energia acontece somente se a troca ocorre dentro dos limites da dimensão nuclear.
Isto pode ser facilmente pensado como se segue: Quando um nucleão injeta um mesão – π  a variação de energia envolvida é pelo menos a energia contida pelo mesão em repouso, isto é, {\displaystyle \scriptstyle m_{\pi }c^{2}}. 
Assim, durante a interação de nucleão e piões, a troca de energia envolvida é:
{\displaystyle \Delta E=m_{\pi }c^{2}}

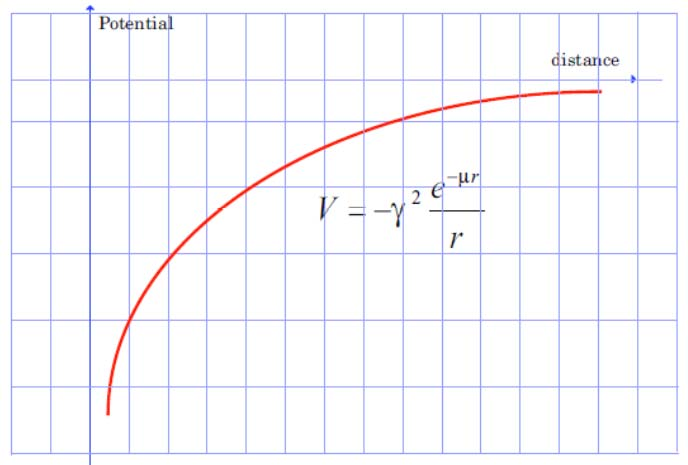
Potencial de yukawa

Portanto, a injeção ou absorção dum pião pelo nucleão, a lei de conservação de energia parece ser violada por um valor de 
{\displaystyle \Delta E=m_{\pi }c^{2}}
Isto pode acontecer somente se a violação existe para um intervalo de tempo que não pode ser medido ou observado pelo princípio de incerteza de Heisenberg como discutido acima.
O potencial para o campo de mesão – π é aproximadamente dado por:
{\displaystyle V(r)=-\gamma ^{2}{\frac {e^{-\mu r}}{r}}},
onde γ é uma constante e {\displaystyle \scriptstyle \mu ={\frac {m_{\pi }c}{h}}}. Isto é comumente conhecido como potencial de Yukawa.
A força atrativa entre nucleões não existe para distâncias entre nucleões abaixo de certa distância limite. Para distâncias menores que a distância limite, a força entre nucleões é a força repulsiva muito intensa. A distância limite é cerca de  0,5 F. acredita-se que esta força repulsiva é devida a troca de mesões – π . A repulsão é muitas vezes levada como sendo a parte central dura , isto é, a região onde o potencial tende ao infinito.